# Gaziantep (tartomány)
Gaziantep tartomány Törökország egyik tartománya a Délkelet-anatóliai régióban, székhelye Gaziantep városa. Északon Adıyaman, keleten Şanlıurfa, délen Kilis tartomány és Szíria, délnyugaton Hatay, nyugaton Osmaniye, északnyugaton pedig Kahramanmaraş határolja.
A terület az ókorban fontos kereskedelmi központ volt, ma meghatározó az ipara és a mezőgazdasága is, főként pisztáciatermeléséről híres. Az eredetileg Antep elnevezésű tartomány és város a gazi, azaz „hős” előtagot 1921-ben, a török függetlenségi háborúban kapta, az itt lakók bátorsága miatt.

## Körzetei
A tartománynak kilenc körzete van:
- Araban
- Gaziantep
- Islahiye
- Karkamış
- Nizip
- Nurdağı
- Oğuzeli
- Şahinbey
- Şehitkamil
- Yavuzeli

## Külső hivatkozások
- Gaziatep tartomány honlapja (törökül), (angolul), (németül) és (arabul)